# Diane Hegarty
Diane Hegarty, née le 10 juillet 1942 et morte le 23 juillet 2022, est la cofondatrice de l'Église de Satan (avec Anton LaVey).
Elle a été Grande Prêtresse pendant environ 20 ans. Sa relation avec Anton LaVey a duré de 1962 à 1986, ils ont eu une fille Zeena LaVey.
En tant que Grande Prêtresse de l'Église de Satan, Blanche Barton lui a succédé.